# A Pesti Hírlap Vasárnapja (hetilap)
A Pesti Hírlap Vasárnapja 20. századi magyar hetilap, a Pesti Hírlap melléklapja. 1923 és 1937 között jelent meg Budapesten. Címfelirata Képes irodalmi és művészeti lapként határozta meg magát.